# Pływanie na Letnich Igrzyskach Olimpijskich 1976 – 800 m stylem dowolnym kobiet
800 m stylem dowolnym kobiet – jedna z konkurencji pływackich rozgrywanych podczas XXI Igrzysk Olimpijskich w Montrealu. Eliminacje miały miejsce 24 lipca, a finał 25 lipca 1976 roku.
Petra Thümer z NRD zdobyła swój drugi złoty medal na tych igrzyskach i czasem 8:37,14 pobiła rekord świata. Srebrny medal wywalczyła Amerykanka Shirley Babashoff, która ustanowiła nowy rekord obu Ameryk (8:37,59). Na najniższym stopniu podium znalazła się rodaczka Babashoff, Wendy Weinberg (8:42,60).

## Rekordy
Przed zawodami rekord świata i rekord olimpijski wyglądały następująco:
| Rekord            | Zawodniczka       | Czas    | Miejsce    | Data            |
| ----------------- | ----------------- | ------- | ---------- | --------------- |
| Rekord świata     | Shirley Babashoff | 8:39,63 | Long Beach | 21 czerwca 1976 |
| Rekord olimpijski | Keena Rothhammer  | 8:53,68 | Monachium  | 3 września 1972 |

W trakcie zawodów ustanowiono następujące rekordy:
| Data     | Etap konkurencji      | Zawodniczka   | Czas    | Rekord |
| -------- | --------------------- | ------------- | ------- | ------ |
| 24 lipca | wyścig eliminacyjny 1 | Nicole Kramer | 8:46,81 | OR     |
| 24 lipca | wyścig eliminacyjny 2 | Petra Thümer  | 8:46,58 | OR     |
| 25 lipca | finał                 | Petra Thümer  | 8:37,14 | ,      |

## Wyniki

### Eliminacje
| Miejsce | Wyścig | Zawodniczka       | Państwo           | Czas    | Uwagi |
| ------- | ------ | ----------------- | ----------------- | ------- | ----- |
| 1.      | 2      | Petra Thümer      | NRD               | 8:46,58 | Q,    |
| 2.      | 1      | Nicole Kramer     | Stany Zjednoczone | 8:46,81 | Q     |
| 3.      | 3      | Shirley Babashoff | Stany Zjednoczone | 8:47,74 | Q     |
| 4.      | 2      | Regina Jäger      | NRD               | 8:49,19 | Q     |
| 5.      | 2      | Wendy Weinberg    | Stany Zjednoczone | 8:49,78 | Q     |
| 6.      | 3      | Jenny Turrall     | Australia         | 8:51,41 | Q     |
| 7.      | 1      | Shannon Smith     | Kanada            | 8:52,66 | Q     |
| 8.      | 3      | Rosemary Milgate  | Australia         | 8:53,65 | Q     |
| 9.      | 2      | Wendy Quirk       | Kanada            | 8:53,93 |       |
| 10.     | 1      | Lisa Geary        | Kanada            | 8:56,49 |       |
| 11.     | 1      | Allison Calder    | Nowa Zelandia     | 8:57,24 |       |
| 12.     | 3      | Annelies Maas     | Holandia          | 8:57,38 | NR    |
| 13.     | 1      | Carine Verbauwen  | Belgia            | 8:57,31 |       |
| 14.     | 1      | Laura Bortolotti  | Włochy            | 9:00,16 |       |
| 15.     | 2      | Eleonora Pandini  | Włochy            | 9:12,47 |       |
| 16.     | 3      | Tracey Wickham    | Australia         | 9:01,93 |       |
| 17.     | 3      | Antonia Real      | Hiszpania         | 9:07,24 | NR    |
| 18.     | 2      | Fernanda Pérez    | Kolumbia          | 9:36,10 |       |
| 19.     | 3      | Diana Hatler      | Portoryko         | 9:43,51 |       |

### Finał
| Miejsce | Zawodniczka       | Państwo           | Czas    | Uwagi |
| ------- | ----------------- | ----------------- | ------- | ----- |
| 1 !     | Petra Thümer      | NRD               | 8:37,14 | WR    |
| 2 !     | Shirley Babashoff | Stany Zjednoczone | 8:37,59 | AM    |
| 3 !     | Wendy Weinberg    | Stany Zjednoczone | 8:42,60 |       |
| 4.      | Rosemary Milgate  | Australia         | 8:47,21 |       |
| 5.      | Nicole Kramer     | Stany Zjednoczone | 8:47,33 |       |
| 6.      | Shannon Smith     | Kanada            | 8:48,15 |       |
| 7.      | Regina Jäger      | NRD               | 8:50,40 |       |
| 8.      | Jenny Turrall     | Australia         | 8:52,88 |       |